# Ammoniumdinitramid
Ammoniumdinitramid (ADN) ist eine anorganische chemische Verbindung aus der Stoffgruppe der Nitramine. Es ist das Ammoniumsalz des Dinitramins (auch als Dinitraminsäure oder Dinitramid bezeichnet). Die hochenergetische Verbindung wird als Oxidator für Raketentreibstoffe und als Explosivstoff verwendet.

## Geschichte
Ammoniumdinitramid wurde erstmals ab 1971 in der damaligen Sowjetunion am Zelinskiy Institut für Organische Chemie in einer Arbeitsgruppe des russischen Chemikers Wladimir Alexandrowitsch Tartakowski entwickelt. Die Arbeiten wurden nicht veröffentlicht, da die Verbindung unter anderem als Raketentreibstoff für die Topol-M-Interkontinentalraketen verwendet wurde. Unabhängig davon wurde die Verbindung 1989 am SRI-International-Institut der Stanford-Universität neu hergestellt. Mit der Offenlegung eines Patents von SRI erfolgten auch wissenschaftliche Publikationen der russischen Wissenschaftler.

## Darstellung und Gewinnung
Ammoniumdinitramid kann durch eine direkte Nitrierung von Ammoniak mittels Distickstoffpentoxid erhalten werden.
{\displaystyle {\ce {4 NH3 + 2 N2O5 -> NH4N(NO2)2 + 2 NH4NO3}}}
Alternativ gewinnt man die Verbindung durch eine Ammonolyse von Dinitroaminen, welche durch stufenweise Nitrierung von Urethanen, β,β′-Iminodipropionitril oder Nitramid entstehen. Die jeweils letzte Nitrierstufe erfordert stärkste Nitrierreagenzien wie Nitroniumtetrafluoroborat oder Distickstoffpentoxid.

## Eigenschaften

### Physikalische Eigenschaften
Ammoniumdinitramid besteht aus festen, farblosen Kristallen. Die Verbindung tritt in zwei polymorphen Kristallformen auf. Die bei Normaldruck existierende α–Form kristallisiert in einem monoklinen Kristallgitter mit der Raumgruppen mit P21/c. Die ebenfalls monokline β–Form existiert bei Drücken oberhalb von 20 GPa.

### Chemische Eigenschaften
Die Verbindung ist thermisch instabil. Schon ab Temperaturen oberhalb von 55 °C erfolgt in fester Phase eine langsame Zersetzung. Im ersten Reaktionsschritt erfolgt die Spaltung des Salzes als dissoziative Verdampfung in Ammoniak und Dinitraminsäure. Die Nitraminsäure zerfällt dann in Distickstoffmonoxid und Salpetersäure. Die Produkte Ammoniak und Salpetersäure bilden im letzten Schritt Ammoniumnitrat.
{\displaystyle {\ce {NH4N(NO2)2 -> NH3 + HN(NO2)2}}}
{\displaystyle {\ce {HN(NO2)2 -> N2O + HNO3}}}
{\displaystyle {\ce {HNO3 + NH3 -> NH4NO3}}}
Die Zersetzung oberhalb des Schmelzpunktes in flüssiger Phase verläuft als stark exotherme Reaktion. DSC-Messungen zeigen im Temperaturbereich zwischen 130 °C und 230 °C eine Zersetzungsreaktion mit einer spezifischen Reaktionsenthalpie von −240 kJ·mol−1 bzw. −1960 J·g−1. Die Analyse der Zersetzungsprodukte mittels TGA gekoppelt mit Massenspektrometrie ergibt als Zersetzungsprodukten Ammoniak, Wasser, Stickstoffmonoxid, Distickstoffmonoxid, Stickstoffdioxid, Salpetrige Säure und Salpetersäure als Reaktionsprodukte. Als konkurrierender Zerfallsweg wird eine Bildung von Stickstoffdioxid durch eine direkte N-N-Spaltung gesehen. Das instabile Intermediat HNNO2 zerfällt in Stickstoffmonoxid, Distickstoffmonoxid und Wasser.
{\displaystyle {\ce {NH4N(NO2)2 -> NH3 + HN(NO2)2}}}
{\displaystyle {\ce {HN(NO2)2 -> [HNNO2] + NO2}}}
{\displaystyle {\ce {2 [HNNO2] -> 2 NO + N2O + H2O}}}
Eine summarische Reaktionsgleichung, die die verschiedenen Zersetzungsreaktion und -produkte berücksicht, kann, wie folgt, formuliert werden:
{\displaystyle {\ce {12 NH4N(NO2)2 -> 3 NH3 + 10 N2O + 6 NO2 + 15 H2O + 2 NO + 6 N2 +HNO3 + 2 NH4NO3}}}
Die Zusammensetzung des Gemischs der Zersetzungsprodukte kann mit verschiedenen Reaktionsbedingungen variieren.

### Explosionskenngrößen
Wichtige Explosionskennzahlen sind:
- Explosionswärme: 2668 kJ·kg−1 (H2O (g)).[2]
- Normalgasvolumen: 1084 l·kg−1.[2]
- Spezifische Energie: 843 kJ·kg−1[2]
- Schlagempfindlichkeit: 4 N·m[2]
- Reibempfindlichkeit: 64 N[2]

## Verwendung
Ammoniumdinitramid ist ein festes Oxidationsmittel, welches hauptsächlich für Mehrkomponenten-Raketenfesttreibstoff mit hoher Leistung verwendet wird. ADN und andere ähnliche Verbindungen sind der Gegenstand von mehreren Patenten für eine Verwendung als feste Mehrkomponenten-Raketenfesttreibstoffe und als Sprengstoffe, beides für pyrotechnische Verwendungen im Allgemeinen und für andere Verwendungen, wie bei Mitteln zum Aufblasen von Airbags. ADN erscheint aufgrund seiner guten Sauerstoffbilanz und hohen Bildungsenthalpie als halogenfreies Oxidationsmittel für Raketenfesttreibstoffe interessant und ist derzeit Gegenstand intensiver Untersuchungen. Die Abwesenheit von Halogenen erschwert die Radar-Detektion der Abgasspur der Rakete.
Es ist auch Bestandteil der monergolen flüssigen Treibstoffmischung LMP-103S für Satellitentriebwerke. Diese könnte das wesentlich giftigere Hydrazin als monergolen Treibstoff für Raumflugkörper ablösen.